# ななせ結衣
ななせ 結衣（ななせ ゆい、1994年6月27日 - ）は、日本のタレント、元グラビアアイドル。神奈川県横浜市出身。SHUプロモーション所属。

## 経歴･人物
2017年にスカウトされてデビュー。2018年2月23日に1stDVD『ミルキー・グラマー』を発売。
阪神ファン。占いが趣味。憧れのグラビアアイドルに岸明日香を挙げている。
2025年1月17日、結婚したことを自身のInstagramを通じて発表した。

## 作品

### イメージビデオ
※太字タイトルはBD版も同時発売
- ミルキー・グラマー（2018年2月23日、竹書房）[9]
- たわわななせ（2018年11月20日、ラインコミュニケーションズ）[10][11]
- ゆいいつの花（2020年3月25日、エアーコントロール）[12]
- ゆいはボクのサイコーの彼女（2020年7月25日、エアーコントロール）[13]